# Adam Langley-Khan
Pour les articles homonymes, voir Khan (homonymie) et Langley.
Adam Langley-Khan, né le 24 mai 1985 à Bridlington, est un pilote automobile pakistanais.

## Carrière
- 2002 : Championnat d'Espagne de Formule 3, Non classé
- 2003 : Eurocup Formule Renault V6, 22e
  - Championnat d'Allemagne de Formule 3, 23e
- 2004 : Championnat de Grande-Bretagne de Formule 3, 6e
- 2005 : Championnat d'Autriche de Formule 3, 6e
  - Championnat de Grande-Bretagne de Formule 3, 11e
- 2006 : A1 Grand Prix, 20e
- 2007 : A1 Grand Prix, 20e
- 2008 : GP2 Asia Series, (4 courses) Non classé